# Sainte-Menehould
Sainte-Menehould település Franciaországban, Marne megyében. Lakosainak száma 4166 fő (2022. január 1.). Sainte-Menehould Futeau, Les Islettes, Argers, Châtrices, Chaudefontaine, Florent-en-Argonne, Le Neufour és Verrières községekkel határos.

## Népesség
A település népessége az elmúlt években az alábbi módon változott:
| Lakosok száma | 5392 | 5667 | 5177 | 4662 | 4290 | 4164 | 4120 | 4165 | 4166 | 4166 |
|               | 1968 | 1982 | 1990 | 2006 | 2013 | 2015 | 2017 | 2019 | 2020 | 2022 |